# Chiromantis xerampelina
Chiromantis xerampelina é uma espécie de anfíbio da família Rhacophoridae.
Pode ser encontrada nos seguintes países: Angola, Botswana, Quénia, Malawi, Moçambique, Namíbia, África do Sul, Essuatíni, Tanzânia, Zâmbia, Zimbabwe, possivelmente República Democrática do Congo e possivelmente em Somália.

## Habitats
Os seus habitats naturais são: florestas secas tropicais ou subtropicais , savanas áridas, savanas húmidas, matagal árido tropical ou subtropical, matagal húmido tropical ou subtropical, campos de gramíneas subtropicais ou tropicais secos de baixa altitude, campos de gramíneas de baixa altitude subtropicais ou tropicais sazonalmente húmidos ou inundados, marismas intermitentes de água doce, terras aráveis, pastagens, jardins rurais, áreas urbanas, florestas secundárias altamente degradadas, lagoas e canals e valas.